# Tuyserkan
Tuyserkan (persiska تويسركان) är en stad i provinsen Hamadan i Iran. Folkmängden uppgår till cirka 50 000 invånare.
Tuyserkan ligger cirka 100 kilometer söder om Hamadan i västra Iran. Tuyserkan, som ursprungligen kallades Roud Avar, förstördes under invasionen av mongolerna på 1200-talet och dess folk flydde till byn Tuy. Orten kallades därefter Tuyserkan på grund av närheten till Serkan, en stad som ligger nordväst om Tuyserkan. Historiska platser i området är de gamla kullarna Baba Kamal, Roudlar, Shahrestaneh, resten av sassaniska staden i Velashjerd, den gamla byggnaden Habackuk där profeten Habackuk ligger begravd, Safavibyggnaden av Shaykh Ali Khani-skolan och bazaren från Qajarperioden. Tuyserkan är känt för sina valnötsträdodlingar. På grund av närheten till Zagrosbergen är vädret milt på sommaren och kallt på vintern.